# Isla Santa Fe
Isla Santa Fe är en ö i Ecuador.   Den ligger i provinsen Galápagos, i den västra delen av landet, 1 300 km väster om huvudstaden Quito. Arean är 24,0 kvadratkilometer.
Terrängen på Isla Santa Fe är platt. Öns högsta punkt är 255 meter över havet. Den sträcker sig 4,6 kilometer i nord-sydlig riktning, och 7,2 kilometer i öst-västlig riktning.